# 1996 في المملكة المتحدة
فيما يلي قوائم الأحداث التي وقعت خلال عام 1996 في المملكة المتحدة.

## رياضة
- 1 يناير – بطولة ويمبلدون 1996

## أفلام
من الأفلام التي صدرت هذه السنة في المملكة المتحدة:
- 1 يناير – أسرار وأكاذيب من إخراج مايك لي.
- 1 يناير – العقل والعاطفة من إخراج أنغ لي.
- 1 يناير – العميل السري من إخراج كريستوفر هامبتون.
- 1 يناير – المريض الإنجليزي من إخراج أنتوني مانغيلا.
- 1 يناير – إيما من إخراج دوجلاس ماك جراس.
- 1 يناير – جود من إخراج مايكل وينتربوتوم.
- 1 يناير – رصاصة من إخراج جوليان تمبل.
- 1 يناير – صورة سيدة من إخراج جين كامبيون.
- 1 يناير – قلب تنين من إخراج روب كوهين.
- 1 يناير – كسوف كلي من إخراج آقنييسكا هولاند.
- 12 مايو – ذا بلو بلاك من إخراج بيتر جريناواي.
- 28 أغسطس – مايكل كولنز من إخراج نيل جوردن.

## برامج ومسلسلات وأنمي
- بينغو

## كتب
من الكتب التي صدرت هذه السنة في المملكة المتحدة:
- 1 يناير – طبيعة المكان والزمان من تأليف روجر بنروز، ستيفن هوكينج.

## مواليد

### يناير
- 5 يناير – ماكس بالدري ممثل بريطاني.
- 12 يناير – إيلا هندرسون مغنية بريطانية.
- 18 يناير – تيد سميث لاعب كرة قدم إنجليزي.
- 23 يناير – روبن لوفتوس-تشيك لاعب كرة قدم إنجليزي.
- 26 يناير – ريكاردو كالدر لاعب كرة قدم بريطاني.

### فبراير
- 2 فبراير – هاري وينكس لاعب كرة قدم إنجليزي.
- 21 فبراير – صوفي تارنر ممثلة من المملكة المتحدة.

### أبريل
- 11 أبريل – ديلي ألي لاعب كرة قدم إنجليزي.
- 22 أبريل – كيران أوهارا لاعب كرة قدم من المملكة المتحدة.

### مايو
- 9 مايو – كاميرون براناجان لاعب كرة قدم إنجليزي.
- 15 مايو – بيردي
- 26 مايو – جي هاس رابر من المملكة المتحدة.

### يونيو
- 1 يونيو – توم هولاند
- 28 يونيو – ديماراي غراي لاعب كرة قدم إنجليزي.

### يوليو
- 30 يوليو – فاتن صدقية مغنية إندونيسية.

### أغسطس
- 1 أغسطس – كاتي بولتر لاعبة كرة مضرب بريطانية.

### سبتمبر
- 25 سبتمبر – جون سوتار لاعب كرة قدم اسكتلندي.

### أكتوبر
- 22 أكتوبر – مايسون هولجيت لاعب كرة قدم إنجليزي.

### نوفمبر
- 13 نوفمبر – فرد آدامز لاعب كرة قدم إنجليزي.

### ديسمبر
- 8 ديسمبر – سكوت ماكتوميني لاعب كرة قدم بريطاني.
- 21 ديسمبر – بن تشيلويل لاعب كرة قدم بريطاني.

## وفيات

### يناير
- 1 يناير – ديفيد ريكيتس (مواليد 1920) درّاج طريق من المملكة المتحدة.
- 7 يناير – سيتون لويد (مواليد 1902)
- 9 يناير – سلطان الراعي (مواليد 1938) ممثل باكستاني.

### فبراير
- 14 فبراير – بوب بيزلي (مواليد 1919) لاعب كرة قدم إنجليزي ومدير رياضي، قضى ما يقارب من خمسين عاماً مع نادي ليفربول.

### مارس
- 11 مارس – تشارلز أوتالي (مواليد 1904)
- 11 مارس – جرانفيل بينون (مواليد 1914)

### أبريل
- 6 أبريل – غرير غارسون (مواليد 1904)
- 19 أبريل – جون مارتن سكريبس (مواليد 1959) قاتل متسلسل من المملكة المتحدة.
- 20 أبريل – كريستوفر روبن ميلن (مواليد 1920) كاتب من المملكة المتحدة.

### مايو
- 1 مايو – إريك هوتون (مواليد 1910) لاعب ومدرب كرة قدم إنجليزي.
- 8 مايو – بريل بيرتون (مواليد 1937) درّاجة طريق من المملكة المتحدة.

### يونيو
- 6 يونيو – جورج سنيل (مواليد 1903)

### أغسطس
- 8 أغسطس – نيفيل موت (مواليد 1905)
- 9 أغسطس – فرانك ويتل (مواليد 1907)
- 20 أغسطس – ليه هارت (مواليد 1917)

### سبتمبر
- 19 سبتمبر – جورج هنت (مواليد 1910) لاعب كرة قدم إنجليزي.
- 26 سبتمبر – جوفري ولكنسون (مواليد 1921)

### نوفمبر
- 6 نوفمبر – تومي لاوتون (مواليد 1919)
- 18 نوفمبر – تشارلز هير (مواليد 1915) لاعب كرة مضرب بريطاني.

### ديسمبر
- 9 ديسمبر – ميري ليكي (مواليد 1913)
- 19 ديسمبر – رونالد هوارد (مواليد 1918) ممثل بريطاني.
- 20 ديسمبر – ألان غراهام أبلي (مواليد 1914) جراح من المملكة المتحدة.